# Y Gododdin

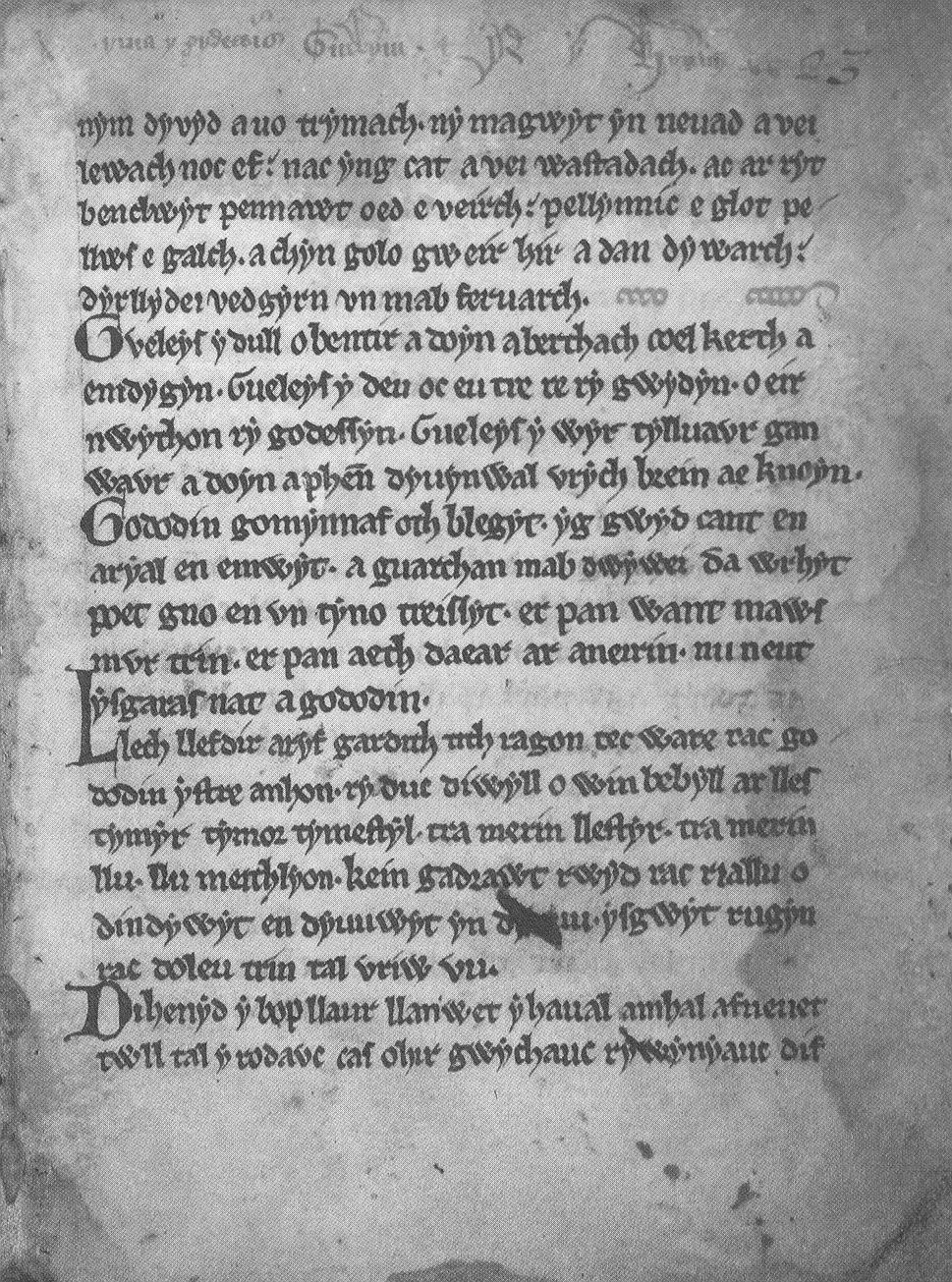
Página do manuscrito do Livro de Aneirin.

Y Gododdin (Os Gododdin) é um poema medieval galês que consiste em uma série de elegias a homens do antigo reino Britânico de Gododdin e seus aliados que lutaram uma batalha no século VII. É tradicionalmente atribuído ao bardo Aneirin e sobrevive em apenas uma cópia, conhecida como Livro de Aneirin.
A batalha comemorada no poema ocorreu entre os guerreiros gododdin, um povo celta que vivia no atual sul da Escócia e norte da Inglaterra, e guerreiros anglos, que eram de origem germânica. O local da batalha é referido como Catraeth, que possivelmente corresponda à moderna Catterick, no norte de Yorkshire. Essa batalha teria ocorrido cerca do ano 600, mas não se sabe quando o poema foi composto. 
O manuscrito do Livro de Aneirin, onde se encontra o poema, está escrito parcialmente em galês antigo e em galês médio. O Livro data do século XIII, mas o poema original é muito mais antigo. As estimativas vão do século VII ao século X.
Uma estrofe do poema cita Artur, o famoso rei mitológico medieval. Essa poderia ser a mais antiga menção ao personagem, no caso do verso pertencer ao século VII.